# Distretto di Yanaca
Il distretto di Yanaca è un distretto del Perù nella provincia di Aymaraes (regione di Apurímac) con 1.182 abitanti al censimento 2007 dei quali 648 urbani e 534 rurali.
È stato istituito il 28 dicembre 1961.